# Pierre Sanfourche-Laporte
Pierre Sanfourche-Laporte (Sarlat, 24 maart 1774 - Belleville (Parijs), 30 juni 1856) was een Frans rechtskundige en advocaat.

## Biografie

Le nouveau Valin

Pierre Sanfourche-Laporte gaf in 1809 in Parijs Le Nouveau Valin uit, waarin hij een proeve voor een apart wetboek voor maritiem handelsrecht voorstelde. Zijn voorstel haalde het niet.
Hij richtte in 1822 in Brussel het juridisch maandblad Annales de la jurisprudence belge op. Dit maandblad verscheen tussen 1822 en 1848 en kreeg kritiek wegens onvolledigheid en onnauwkeurigheid van de gepubliceerde vonnissen. Sanfourche-Laporte werkte ook mee aan de juridische tijdschriften Jurisprudence notariale et de l’enregistrement (1822-1836) en Journal de la jurisprudence commerciale. Hij profiteerde zo mee van de grotere persvrijheid die gold in het Verenigd Koninkrijk der Nederlanden in vergelijking met Frankrijk.
Sanfourche-Laporte werd bij koninklijk besluit van 17 november 1832 benoemd tot advocaat bij het Belgisch Hof van Cassatie samen met Antoine Bemelmans, François Joseph Verhaegen, Adolphe Bosquet en Henri Marcelis, en legde de eed af op 26 november 1832. Van 1832 tot 1852 werkte hij als advocaat bij het Hof van Cassatie. Samen met Auguste van Dievoet en Auguste Orts behoorde hij tot de meest briljante cassatieadvocaten van zijn tijd. Pierre Sanfourche-Laporte, stafhouder van 1836 tot 1852, en Hubert Dolez domineerden de balie van Cassatie.